# Pertusaria spegazzinii
Pertusaria spegazzinii är en lavart som beskrevs av Müll. Arg. Pertusaria spegazzinii ingår i släktet Pertusaria och familjen Pertusariaceae.   Inga underarter finns listade i Catalogue of Life.